# Nemetona
Nemetona („die zum Heiligtum Gehörige“) war eine keltische Göttin, die besonders von den Treverern und Vangionen verehrt wurde. Ihr Partner war Loucetius.

## Name
Der gallische Name Nemetona leitet sich ab von nemeton („Heiliger Hain“) (vergleiche: altirisch nemed) ein Wort das auch in Ortsnamen vorkommt, so in Nemetacum (heute: Arras), Nemetodurum (heute: Nanterre), Nemeden oder Drynemeton („Heiliger Eichenhain“), welcher der Versammlungsort der Galater in Kleinasien war.
Der Névet Wald bei Locronan in der Bretagne war ein heiliger Ort der Druiden, der später christianisiert und dem Heiligen Ronan, einem irischen Wanderbischof und Einsiedler in der Bretagne geweiht wurde. Das Wort 'Névet' ist die Französisierung des bretonischen neved (plural nevedoù, kymrisch nyfed) 'heiliger Ort', das selbst auf das keltische nemeton zurückgeht.

## Verehrung
Nemetona hatte zusammen mit Loucetius einen Tempel in Klein-Winternheim bei Mainz (Mogontiacum) im Gebiet der Aresaken, einem Teilstamm der Treverer und ein zweiter Tempel des Götterpaares stand in Trier, dem Hauptort der Treverer. Auch aus anderen Orten der Region stammen Weiheinschriften an Nemetona, so aus Alta Ripa (Altrip). Eine Inschrift aus Aquae Sulis (Bath) in England wurde von einem Treverer gestiftet.
Nemetona wird auch als Stammesgottheit der Nemeter gesehen, einem möglicherweise germanischen Stamm (mit keltischem Namen!), der seine Wohnsitze im Gebiet um Speyer hatte. Sie wird mit der römischen Siegesgöttin Victoria gleichgesetzt, ihr Partner Loucetius mit dem römischen Kriegsgott Mars.